# Okrasin (województwo warmińsko-mazurskie)
Okrasin (niem. Kettenberg) – osada w Polsce położona w województwie warmińsko-mazurskim, w powiecie gołdapskim, w gminie Gołdap przy drodze wojewódzkiej nr 650 i na trasie nieistniejącej już linii kolejowej Węgorzewo – Banie Mazurskie – Gołdap.
W latach 1975–1998 miejscowość administracyjnie należała do województwa suwalskiego.
Inne miejscowości o nazwie Okrasin: Okrasin